# بومی‌پسندی

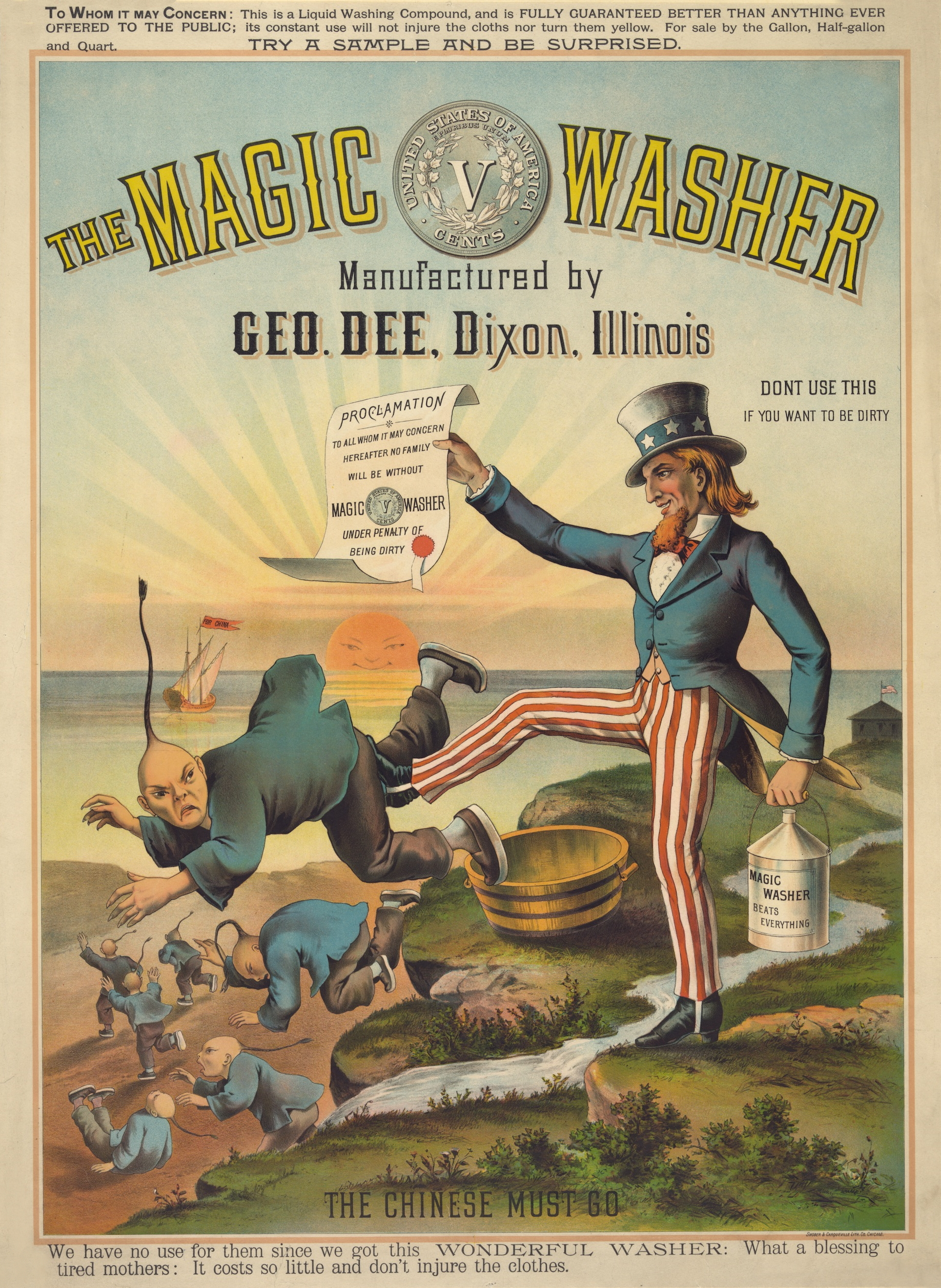
نمایی از یک‌پوستر ضدچینی در راستای بومی‌گرایی در ایالات متحده آمریکا - ۱۸۸۶

بومی‌پسندی یا بومی‌گرایی (به انگلیسی: Nativism) موضعی سیاسی است که خواستار ایجاد وضعیت مطلوب‌تر برای ساکنان جاافتادهٔ یک ملت (شهروندان خودخوانده) در مقایسه با تازه‌رسیده‌ها و مهاجران است. بنا بر گفتهٔ فتزر، مخالفت با مهاجرت در بسیاری از کشورها به خاطر حفظ هویت ملی، فرهنگی، و مذهبی رواج یافته‌است. مطالعه بر روی این پدیده بالاخص در استرالیا، کانادا، نیوزیلند، آمریکا، و همچنین اروپا انجام گرفته چون نگرانی‌هایی بابت کاهش دستمزد بومیان کمتر برخوردار به خاطر افزایش مهاجرت مشاهده شده‌است. بومی‌گرایی اصطلاحی کلی برای اطلاق به «مخالفت با مهاجرت» بر اساس هراس از مهاجرانی است که ارزش‌های فرهنگی موجود را تحریف یا تخریب می‌کنند. در جوامعی که تعداد مهاجران بسیار بیشتر از بومیان اصلی باشد، جنبش‌های بومی‌گرایی می‌تواند به ادامهٔ حیات فرهنگی بومیان کمک کند.
بومی‌گرایی در مجامع دانشگاهی، اصطلاحی فنی و پذیرفته‌شده‌است. با وجود این، این اصلاح از جانب باورمندان به این موضع سیاسی انکار می‌شود. دیندار می‌نویسد «بومی‌گرایان . . . خود را بومی‌گرا نمی‌خوانند چون این اصطلاح برای آن‌ها بار منفی دارد و آنان ترجیح می‌دهند که خود را وطن‌دوست بدانند». ضد مهاجرت اصلاح بی‌طرفانه‌تری برای اشاره به مخالفان مهاجرت است.